# Notoxus subtilis
Notoxus subtilis är en skalbaggsart som beskrevs av Leconte 1852. Notoxus subtilis ingår i släktet Notoxus och familjen kvickbaggar. Inga underarter finns listade i Catalogue of Life.